# Санчо IV (Кастилия)
Санчо IV Храбри Кастилски (на испански: Sancho IV el Bravo; * 12 май 1258; † 25 април 1295, Толедо) e крал на Кастилия и Леон от 1284 г.

## Произход и наследство
Санчо е втори син на крал Алфонсо X и Виоланта Арагонска. През 1275 година неочаквано умира неговият по-голям брат, Фернандо де ла Серда. По закон, установен от Алфонсо X, наследник на кралската корона следва да стане по-големият от двамата непълнолетни сина на Фернандо – Алфонсо. Против това се противопоставя Санчо, който се опира на недоволната от краля аристокрация.
Санчо се позовава на древния закон, по който наследник става най-близкият родственик на краля, а така също твърди, че не следва да се прави крал непълнолетен. За да привлече на своя страна аристокрацията, той им обещава привилегии. Налага се Алфонсо X да отстъпи пред сина си. Той внася изменения в закона за престолонаследието, признавайки за наследник Санчо, лишавайки от права синовете на Фернандо де ла Серда.
Вдовицата на Фернандо, Бланш Френска, със синовете си бяга в Арагон, стремейки се да привлече на своя страна крал Педро III Арагонски, но поддръжка там не намира. Напротив, Педро III се договаря със Санчо и заключва двамата инфанти в крепостта Хатива.

## Брак и деца
Брак: от юли 1282 година с Мария Алфонсо де Молина Велика (ок. 1264 – 1 юли 1321), дъщеря на инфант Алфонсо Кастилски, сеньор де Молина, и Майор Алфонсо де Мендес.
Деца:
- Изабел (1283 – 24 юли 1328); 1-ви брак: от декември 1291 или 1293 (анулиран в 1295) Хайме II (10 август 1267 – 5 ноември 1327), крал на Арагон; 2-ри брак: от 1310 година с Жан III (8 март 1286 – 30 април 1341), херцог на Бретан
- Фернандо IV (6 декември 1285 – 7 септември 1312), крал на Кастилия и Леон от 1295 година
- Алфонсо (1286 – август 1291)
- Енрике (1288 – 1299)
- Педро (1290 – 25 юни 1319), сеньор де лос Камерос, Алмасан
- Фелипе (28 май 1292 – 13/30 април 1327), сеньор де Кабрера и Рибера

Беатрис (1293 – 25 октомври 1359); брак: от 12 септември 1309 с Афонсу IV (8 февруари 1291 – 28 май 1357), крал на Португалия